# Bouhans-lès-Lure
Bouhans-lès-Lure är en kommun i departementet Haute-Saône i regionen Bourgogne-Franche-Comté i östra Frankrike. Kommunen ligger i kantonen Lure-Nord som tillhör arrondissementet Lure. År 2022 hade Bouhans-lès-Lure 273 invånare.

## Befolkningsutveckling
Antalet invånare i kommunen Bouhans-lès-Lure
| Referens: INSEE |